# Rhaphidostegium dubium
Rhaphidostegium dubium là một loài rêu trong họ Sematophyllaceae. Loài này được Renauld mô tả khoa học đầu tiên năm 1898.